# Tendances et Confrontations
Tendances et Confrontations è un'esposizione d'arte contemporanea africana organizzata durante il Festival Mondial des Arts Nègres di Dakar del 1966.

## Artisti partecipanti all'esposizione
- Daniel Abaa
- N. Adom
- Ingi Aflatone
- John Agboli
- Paul Ahyi
- J.D. Akeredolu
- Mohamed Hassanein Aly
- Augustin Ayayi Amah
- Anthony Ampah
- P.K. Ampah
- Oku Ampofo
- Armand Pascal Aniambossou
- Seth Anku
- Kofi Antubam
- artigiani
- Kobina Asmash
- Oku Assyofo
- Ben Aye
- Benoît Babanzanga
- R. Joseph W. Bailey
- Daniel Bakala
- Ignace Bamba
- Seydou Barry
- A.O. Bartimeus
- Jean-Pierre Bassoley
- Zawdu Bekele
- Ajecowerk Békélé
- Ben
- Jacques Bengono
- Touré Billa
- Victor Binkoko
- Skunder Boghossian
- Pierre Clavier Burobu
- André Campaoré
- Mukagni Cécilien
- Majhtar Cissé
- Daniel Cobblah
- Francs Cooper
- Mamadou Somé Coulibaly
- Emmanuel Dabla
- A. Dafoul
- Raymond Dalakena K.
- Gnakpa Daple
- Owusu Dartey
- Guebre Kristos Desta
- Alpha Walid Diallo
- Bocar Pathè Diong
- Papa Sidy Diop
- Moussa Diouf
- Ibou Diouf
- Yao Célestin Dogan
- Ecole de Poto-Poto
- Afi Ekouf
- Abdel Hamid El Dawakhly
- Abdel Ghani El Dibawy
- Fawzy El Hussein
- Abdel El Nagdy
- Omar El Nagdy
- Ibrahim El Salahi
- Jérôme Elaiho
- M.A. Elias
- Erhabor Emokpae
- Emennuel Erskine
- Mabiala Étienne
- Ukpo Eze
- A. Fadoul
- Mor Faye
- Bikendi Gabriel
- Damien Gbegnon
- Christophe Gebre
- Jean Mathieu Gensin
- Edouard Gouveia
- Yusuf Grillo
- Lemma Guya
- Taheyya Halim
- Fouad Abdel Hamid
- Adam H. Hemein
- Délia Hunze
- Félix Idehen
- Félix Idukor
- Derme Issaka
- Rebeca Jolison
- Jordin
- Derme Kassoum
- Bouba Keїta
- Mwenze Luc Kibwanga
- Jérémie Kikabakanga
- Thomas Kinkita
- Salif Kondé
- Jean Konko
- Sogono Kouassi
- Célestin Kulumb
- Louis Laouchez
- Christian Lattier
- Léonard Leleye
- Gaston Lingwala
- Arthur Lishou
- Antoine Liujindula
- Seri Luc
- Gamal Mahmoud
- Marc Mambingo
- Ignace Mankana
- Cecil Marrin
- Alfred Martin
- Moumbé Massangong
- Élysée Matambo
- Joseph Matutadidi
- Anwar Abdel Mawla
- Zéphérin Mazamba
- Ferdinand M'Bende
- Benjamin Mensah
- Girma Gabre Mikael
- Emile Mokengo
- Mahmoud Mokhtar
- Abdel Wahab Morsy
- Derme Moumouni
- Faustin Moussoumba
- Placide Mpane
- Albert Muaka
- Joseph Mukaku
- Jean Mukeba
- A. Nagassoum
- Julien Ndawu
- Iba N'Diaye
- Antoine Ndongobiang
- Albert Caude Nduku
- Séverin Ngamokuba
- Adam Ngoie
- Albert Ngusso
- Amadou Niang
- Maurice Nicomède
- Marcel Njondo
- Célestin Ntshiama
- E.O. Nwagbara
- Demas Nwoko
- Basile Nzibu
- Obololam
- Uche Okeke
- J.C.O. Okeyere
- Bruce Onobrakpeya
- O. Osadebe
- W.C. Owusu
- Masala Philénion
- Fidèle Raharinosy
- Derme Ramane
- Madeleine Razanadranaivo
- Hélène Razanatefy
- R. Vahnadja Richards
- R. Vahnja Richards
- Edward J. Roye
- Ahmed Sada
- Mohamed Salla
- Martin Sallah
- Mengue Salomon
- T. Sammuel
- Marcel Sarrazin
- Ale Felege Selam
- Gazebeyya Serry
- Corebe Christophe Sesta
- Gélie Christophe Sesta
- Amadou Seydou
- Louis Sorko
- Neah Soudan
- Ousmane Sow
- Bekele Stifanos
- El Hadji Adama Sylla
- Salah Taher
- Papa Ibra Tall
- Afework Tekle
- Théophile Tembangoye
- Lazare Togbonou Fogne
- Jérôme Tsamba
- Nma W. Udosen
- Kofi Va
- Vay Vasky
- Ousmane Wade
- Samuel Walker
- Donatien Wuma
- Yapaga
- Christian Zahoncou Mewu
- Sayed Abdel Zassoul
- Laurent Zoao
- Georges Zoundou
- Victor Zowa